# Eckebusch
Eckebusch ist eine Siedlung des Ortsteiles Bomsdorf von Möckern im Landkreis Jerichower Land in Sachsen-Anhalt.

## Geografie
Die kleine Siedlung liegt etwas mehr als einen Kilometer nördlich vom Ortskern von Loburg entfernt am Südrand eines großen Waldgebietes. Sie ist Teil vom Landschaftsschutzgebiet Loburger Vorfläming und gehört zur westlichen Fläminghochfläche, einer Heide- und magerrasenreichen Waldlandschaft. Die Ortslage wie auch die Umgebung gehören zum Einzugsgebiet der Ehle und damit zur Elbe.
Etwa dreihundert Meter westlich von hier befindet sich der 76,8 m ü. NHN hohe Fuchsberg und etwa fünfhundert Meter östlich vom Ort findet sich die in Nordsüdrichtung verlaufende Landesstraße 55. Nachbarorte sind Riesdorf im Norden, Bomsdorf im Osten, Loburg im Süden und Wendgräben im Westen.
Im Jahre 1931 wird ein Forsthaus Eckebusch als Wohnplatz der Stadt Loburg genannt. Im amtlichen Ortsteilverzeichnis für das Jahr 2014 wird Eckebusch als kleinere Ansiedlung aufgeführt, die zu Bomsdorf gehört.